# Namarrkun Patera
La Namarrkun Patera è una struttura geologica della superficie di Io.